# 森寺常安
森寺 常安（もりでら つねやす、寛政3年12月13日（1792年1月6日） - 明治元年9月22日（1868年11月6日））は、幕末の地下人。森寺常倫の子。字は遜卿。
京都に生まれる。文化4年（1807年）三条家に仕え、文化11年（1814年）諸大夫となる。官職では出羽介、大隅守、長門守、雅楽権助を歴任。嘉永5年（1852年）因幡守に任ぜられ、嘉永6年（1853年）従四位下となっている。
ペリー来航後は主家のために奔走し、安政5年（1858年）三条実万に橋本左内を斡旋し、入説を助けた。そのために子の常邦とともに安政の大獄に連座。安政6年（1859年）江戸に送られて、永押込刑となった。文久2年（1862年）赦免され、慶応元年（1865年）従四位上となった。死後、贈正四位。